# ユリゴコロ
『ユリゴコロ』は、沼田まほかるのミステリ小説。2011年4月4日に双葉社から単行本が刊行された。2014年1月9日には双葉文庫から文庫本が発売された。2017年に映画化された。

## 概要
2011年の発売以降、販売部数累計25万部を超え、2012年には大藪春彦賞受賞、本屋大賞ノミネート、「このミステリーがすごい!」国内部門第5位など数々の国内ミステリーランキングにランクインした。アメリカ・中国・韓国・台湾でも翻訳出版された。

## あらすじ
実家の父の書斎の押入れに、ひっそりと仕舞われていた4冊のノート『ユリゴコロ』。それは「私」が『ユリゴコロ』と呼ばれるものを探し求めて殺人を犯していくという生々しい内容だった。そのノートを読んだ亮介はその秘密に迫っていく。

## 登場人物
美紗子
4冊のノート『ユリゴコロ』を書いた人物。
亮介
婚約者の千絵が失踪し、父の末期がんが判明。母が不審な交通事故死を遂げた。ある日実家で、余命わずかの父の書斎の押入れに、ひっそりと仕舞われていた4冊のノート『ユリゴコロ』を見つける。その事がきっかけでその秘密に迫っていく。

## 漫画版
- 亜月亮（作画）、沼田まほかる（原作） 『コミック版 ユリゴコロ』 双葉社〈ジュールコミックス〉、上下巻
  - 上巻：2017年8月22日発売[4]、ISBN 978-4-575-31298-0
  - 下巻：2017年8月22日発売[5]、ISBN 978-4-575-31299-7

## 映画
2017年9月23日に吉高由里子主演で映画が公開。監督は熊澤尚人。PG12指定。興行収入は2億円台に留まった。
主演の吉高由里子は本作で第41回日本アカデミー賞優秀主演女優賞を受賞した。
フランスで開催された第13回KINOTAYO現代日本映画祭招待作品。

### あらすじ
亮介は婚約者の千絵とともに高原のレストランを経営しているが、ある日、千絵が謎の失踪を遂げ、さらに父洋介が末期ガンであることが発覚する。そんな折、亮介は父の押入れから『ユリゴコロ』と書かれた1冊のノートを見つけ、そこには創作か現実か、殺人者・美紗子の半生が綴られていた。
【ノート『ユリゴコロ』の内容】美紗子には幼少期から心の拠り所というべき「ユリゴコロ」が欠けていて、他人との関わりを避け一人遊びをする少女だったが、ある日友達を池に突き落として溺死させたとき、初めて喜びに近い感情を抱く。
中学生のときには、帽子を側溝に落として拾おうとしている少年と、その側溝蓋を持ち上げている若者がいて、美紗子は手伝うふりをして蓋を押し下げ、少年を殺してしまう。その後も、精神を病んだ女友達のリストカットを手伝って殺したり、ナンパの若者を階段から突き落としたりと、人を殺すことが心の拠り所になってしまう。
専門学校を卒業した美紗子は就職するがうまくいかず、生活のため売春を始め、そこで洋介に出会い親しくなる。しかし洋介から「過去に子どもを殺した罪を負っている」と告白され、彼は性的不能だった。かつて側溝の蓋を落として少年を死に至らしめた青年こそ洋介だった。
そんな折、美紗子が誰の子とも分からない妊娠をし、二人はその子を育てる決心をして結婚する。しばらくは三人の幸せな生活が続いた。
しかし警察から疑いをかけられ、罪の意識に悩むようになった美紗子は自殺未遂を起こし、『ユリゴコロ』で全てを知った洋介は自分の手で死なせることが最善と、ダムに連れて行くが耐えられず、美紗子を解放し別れた。
【物語】『ユリゴコロ』を読んだ亮介は、父の目を盗んで続きを読むために実家に通いだす。そんな亮介の元に千絵の友人で細谷と名乗る女性が訪ねてきて、捜査の結果、千絵は暴力団に関わっていたことが判明する。
そして亮介は美紗子の子が自分であると確信した。一刻も早く千絵を見つけたい亮介は、捜査を続ける細谷から都内の暴力団オフィスに監禁されていることを知り、包丁を持ってオフィスに向かうが、着いたとき既に暴力団員は全員殺されていて、無事に千絵を救出する。
現場にオナモミの実が落ちていたことから、全ての疑念が確信に変わる。逃亡のため整形したが、細谷こそ亮介の母の美紗子だった。

### キャスト
- 美紗子 - 吉高由里子
- 亮介 - 松坂桃李
- 洋介 - 松山ケンイチ
- 亮介の父 - 貴山侑哉
- みつ子 - 佐津川愛美
- 千絵 - 清野菜名
- 美紗子（中学生） - 清原果耶
- 細谷 - 木村多江
- 平尾菜々花、金井勇太、小久保寿人、清水伸、上川周作、早織、高村佳偉人、牧口元美、平原テツ、西澤愛菜、阿部亮平、中村まこと、佐藤夕美子、芋生悠、津村和幸、足立区の島崎 ほか

### スタッフ
- 原作 - 沼田まほかる『ユリゴコロ』（双葉社刊）
- 監督・脚本・編集 - 熊澤尚人
- 音楽 - 安川午朗
- 主題歌 - Rihwa「ミチシルベ」[6]（TOY'S FACTORY）
- 製作総指揮 - 佐藤直樹
- 製作 - 永山雅也、村松秀信、三宅容介、木下直哉、大柳英樹、片岡尚、戸塚源久、細字慶一、大沼渉
- エグゼクティブ・プロデューサー - 千葉善紀、柳迫成彦、大熊一成
- プロデューサー - 石田雄治
- アソシエイト・プロデューサー - 有重陽一
- ライン・プロデューサー - 田中誠一
- 撮影 - 今村圭佑
- 照明 - 織田誠
- 美術 - 高橋泰代
- 録音 - 田中博信
- 装飾 - 岩本智弘
- 音響効果 - 柴崎憲治
- 衣装 - 宮本まさ江
- ヘアメイク - 倉田明美
- 音楽プロデューサー - 津島玄一（東映音楽出版）
- キャスティング - 杉野剛
- 助監督 - 是安祐、西山太郎
- 製作担当 - 中山泰彰
- VFX・ラボ - IMAGICA
- special thanks - ホリプロ
- 配給 - 東映、日活
- 制作プロダクション - ジャンゴフィルム
- 企画・製作幹事 - 日活
- 製作 - 「ユリゴコロ」製作委員会（日活、東映、ポニーキャニオン、木下グループホールディングス、ニッポンプランニングセンター、イオンエンターテイメント、双葉社、ポニーキャニオンエンタープライズ、クオラス）

### DVDリリース
2018年4月4日にBlu-rayとDVDがリリースされた。